# حزب کمونیست کارگری کردستان
حزب کمونیست کارگری کردستان (به کُردی: حزبی کۆمۆنیستی کرێکاریی کوردستان) یک حزب سیاسی مارکسیست در کردستان عراق است. این حزب در مارس ۲۰۰۸ و در زمان انشعاب حزب کمونیست کارگری عراق به دو حزب مجزا تأسیس شد. در حال حاضر دبیر کلی این حزب را عثمان حاجی معروف بر عهده دارد.
دفتر اصلی حزب کمونیست کارگری کردستان در سلیمانیه قرار دارد. این حزب در میان کردهای عراقی در تبعید فعال بود. رئیس کمیتۀ خارج از کشور حزب در انگلستان بود، اما در استرالیا، کانادا، فنلاند، سوئد، نروژ، دانمارک، هلند، آلمان، ایتالیا و ترکیه نیز شاخه‌هایی داشت.
حزب کمونیست کارگری کردستان نشریه‌ای به نام اکتبر را دو بار در ماه منتشر می‌کند. همچنین ایستگاه رادیویی‌ای به نام «رادیو پیشَنگ» دارد.
حزب کمونیست کارگری کردستان حزب خواهر حزب کمونیست کارگری عراق است و پیش‌تر با حزب کمونیست کارگری ایران–حکمتیست نیز روابط خوبی داشت.

## اعتراضات کردستان
حزب کمونیست کارگری کردستان در اعتراضات کردها در عراق در سال ۲۰۱۱ در شهر سلیمانیه نقش مهمی داشت. نوزاد بابان عضو دفتر سیاسی حزب یکی از رهبران این اعتراضات بود که به همراه چند عضو دیگر حزب توسط حکومت کردستان عراق دستگیر و پس از چند روز آزاد شد.

حزب کمونیست کارگری کردستان اندکی پس از این اعتراضات توسط حکومت اقلیم کردستان به صورت رسمی به رسمیت شناخته شد. با این وجود این حزب به ادعای خود چندین بار دریافت بودجه از حکومت را رد کرده‌است.